# Taheitia alata
Taheitia alata é uma espécie de gastrópode  da família Truncatellidae
É endémica de Guam.